# 過疎地域
過疎地域（かそちいき）とは、人口の著しい減少に伴って地域社会における活力が低下し、生産機能及び生活環境の整備等が他の地域に比較して低位にある地域。総務省が過疎地域の持続的発展の支援に関する特別措置法により原則として市町村単位で指定するが、平成の大合併前の旧市町村の区域に限定して指定することもある。
日本以外にも過疎地域は存在する。例えば、アメリカでは農村部や山間部など、都市から離れた地域では人口が減少して過疎化が進んでいる。また、韓国でも日本と同様の過疎問題が生じている。

## 概要
2010年の過疎地域面積は、日本国土の57.3%にあたる216,000平方km2、過疎地域人口は8.8%の1120万人。地域の自治体は地方税の税収が少なく、財政力が弱いという特徴がある。
全ての都道府県に、過疎地域に指定された市町村が存在する（滋賀県は2022年までに長浜市の旧虎姫町・旧木之本町・旧余呉町・旧西浅井町と高島市の旧朽木村のみで、市町村全域が指定されている自治体は存在しなかった）。東京都は奥多摩地域と伊豆諸島に過疎地域がある（檜原村、奥多摩町、大島町、新島村、三宅村、八丈町、青ヶ島村）。神奈川県と大阪府は長い間、過疎地域に指定されている市町村が一つもなかったが、大阪府では2014年3月31日付で南河内郡千早赤阪村が、神奈川県でも2017年3月31日付で足柄下郡真鶴町がそれぞれ過疎地域に指定された。また、島根県においては全市町村に過疎地域に指定された地域が存在するほか、北海道の檜山振興局、日高振興局、留萌振興局、宗谷総合振興局管内の市町村は全域が過疎地域に指定されている。なお、真鶴町以外の神奈川県内の市町村でも、局地的に同様の問題に直面している地域がある。
過疎化の背景として若者の都市部への流出や雇用の場の不足等があり、その結果高齢化が進んでいる。対策として過疎地域自立促進特別措置法の他に「特定農山村地域における農林業等の活性化のための基盤整備の促進に関する法律」や「山村振興法」等が制定されている。
2021年4月1日、過疎地域自立促進特別措置法の失効により、過疎地域の持続的発展の支援に関する特別措置法が施行。

## 法令上の定義
日本の法令上の過疎地域の定義は、財政力指数にもとづく財政要件と、人口減少率・高齢者率・若年者率を勘案した人口要件によって定義される。
過疎地域自立促進特別措置法の「過疎地域」は法改正により定義指数が変化する国政上の定義概念であり、時代や国境を超えた共通概念ではない。法令上は、単に人口が減っただけでは過疎地域にはならず、財政が悪化しただけでも過疎地域とはならない。人口が減り、老人が増え、または若年人口が減り、かつ、地域財政力も減っているなど、様々な要件を日本国政府が認めた場合に限り「過疎地域」となる。
なお、都道府県や市町村あるいは学術団体などが、新国民生活指標（PLI）や暮らしの改革指標（LRI）、その他幸福度指標をもとに、独自に「過疎地域の定義」を定め、独自の定義にもとづき、地方公共団体が過疎地域を指定し、自治体独自の社会政策を実施することは可能である。
しかし、日本国政府の支援を受ける場合は、法律の定義による過疎地域の指定が必須である。地方が過疎地域を指定し、政府がその地域を支援することは基本的にはできず、独自財源が必要となる。その意味で特別措置法に基づく過疎対策は、地方分権化の課題のひとつである。

## 一覧
下表は2022年4月1日時点での過疎地域の一覧である（全885市町村）。うち過疎市町村（過疎地域の持続的発展の支援に関する特別措置法2条）は713市町村、過疎地域と見なされる市町村（同法3条・41条、いわゆる「みなし過疎」）は14市町村、過疎地域と見なされる区域を含む市町村（同法3条・42条、いわゆる「一部過疎」）は158市町村がある。また、旧法における一部の過疎関係市町村が過疎地域の要件を満たさなくなったため、新法の施行に伴い指定が解除された（ただし、うち一部は2022年に再び過疎地域となった）。かっこ内は該当自治体の数（特定市町村を含まず）と全市町村の数。
| 都道府県           | 全部過疎市町村 | みなし過疎       | 一部過疎 |
| ------------------ | --- | ---------------- | --- |
| 北海道 （152/179） | 空知総合振興局：夕張市・美唄市・芦別市・赤平市・三笠市・砂川市・歌志内市・深川市・奈井江町・上砂川町・由仁町・長沼町・栗山町・月形町・浦臼町・新十津川町・妹背牛町・秩父別町・雨竜町・北竜町・沼田町 石狩振興局：新篠津村 後志総合振興局：小樽市・島牧村・寿都町・黒松内町・蘭越町・ニセコ町・真狩村・留寿都村・喜茂別町・共和町・岩内町・神恵内村・積丹町・古平町・仁木町・余市町・赤井川村 胆振総合振興局：豊浦町・壮瞥町・白老町・厚真町・洞爺湖町・安平町・むかわ町 日高振興局：日高町・平取町・新冠町・浦河町・様似町・えりも町・新ひだか町 渡島総合振興局：松前町・福島町・知内町・木古内町・鹿部町・森町・八雲町・長万部町 檜山振興局：江差町・上ノ国町・厚沢部町・乙部町・奥尻町・今金町・せたな町 上川総合振興局：士別市・名寄市・富良野市・鷹栖町・当麻町・比布町・愛別町・上川町・美瑛町・上富良野町・中富良野町・南富良野町・占冠村・和寒町・剣淵町・下川町・美深町・音威子府村・中川町・幌加内町 留萌振興局：留萌市・増毛町・小平町・苫前町・羽幌町・初山別村・遠別町・天塩町 宗谷総合振興局：稚内市・猿払村・浜頓別町・中頓別町・枝幸町・豊富町・礼文町・利尻町・利尻富士町・幌延町 オホーツク総合振興局：紋別市・美幌町・津別町・斜里町・清里町・小清水町・訓子府町・置戸町・佐呂間町・遠軽町・湧別町・滝上町・興部町・西興部村・雄武町・大空町 十勝総合振興局：上士幌町・鹿追町・新得町・清水町・更別村・大樹町・広尾町・池田町・豊頃町・本別町・足寄町・陸別町・浦幌町 釧路総合振興局：厚岸町・浜中町・標茶町・弟子屈町・鶴居村・白糠町 根室振興局：根室市・別海町・標津町・羅臼町 | 釧路市           | 函館市（旧戸井町・旧恵山町・旧椴法華村・旧南茅部町） 北見市（旧常呂町・旧端野町・旧留辺蘂町） 岩見沢市（旧北村・旧栗沢町） 伊達市（旧大滝村） 石狩市（旧厚田村・旧浜益村） 幕別町（旧忠類村） |
| 青森県 （30/40）   | 五所川原市・つがる市・平内町・今別町・蓬田村・外ヶ浜町・鰺ケ沢町・深浦町・西目屋村・大鰐町・田舎館村・板柳町・鶴田町・中泊町・野辺地町・七戸町・横浜町・東北町・大間町・風間浦村・佐井村・三戸町・五戸町・田子町・南部町・新郷村 |                  | 弘前市（旧相馬村） 十和田市（旧十和田湖町） むつ市（旧川内町・旧大畑町・旧脇野沢村） 平川市（旧碇ヶ関村） |
| 岩手県 （25/33）   | 宮古市・大船渡市・遠野市・陸前高田市・釜石市・二戸市・八幡平市・葛巻町・岩手町・西和賀町・住田町・大槌町・山田町・岩泉町・田野畑村・普代村・軽米町・野田村・九戸村・洋野町・一戸町 | 一関市           | 花巻市（旧大迫町・旧東和町） 久慈市（旧山形村） 奥州市（旧衣川村・旧江刺市） |
| 宮城県 （16/35）   | 気仙沼市・栗原市・七ヶ宿町・川崎町・丸森町・山元町・松島町・大郷町・加美町・涌谷町・南三陸町 |                  | 石巻市（旧河北町・旧雄勝町・旧北上町・旧牡鹿町・旧桃生町） 登米市（旧登米町・旧東和町・旧米山町・旧石越町・旧津山町） 東松島市（旧鳴瀬町） 大崎市（旧岩出山町・旧鳴子町・旧田尻町） 美里町（旧南郷町）                                                                                             |
| 秋田県 （23/25）   | 能代市・横手市・大館市・男鹿市・湯沢市・鹿角市・大仙市・北秋田市・にかほ市・仙北市・小坂町・上小阿仁村・藤里町・三種町・八峰町・五城目町・八郎潟町・井川町・美郷町・羽後町・東成瀬村 | 由利本荘市       | 潟上市（旧昭和町・旧飯田川町） |
| 山形県 （22/35）   | 上山市・村山市・尾花沢市・西川町・朝日町・大江町・大石田町・金山町・最上町・舟形町・真室川町・大蔵村・鮭川村・戸沢村・川西町・小国町・白鷹町・飯豊町・庄内町・遊佐町 | 鶴岡市           | 酒田市（旧八幡町・旧松山町・旧平田町） |
| 福島県 （34/59）   | 喜多方市・田村市・国見町・川俣町・天栄村・下郷町・檜枝岐村・只見町・南会津町・北塩原村・西会津町・磐梯町・猪苗代町・会津坂下町・柳津町・三島町・金山町・昭和村・会津美里町・矢祭町・塙町・鮫川村・石川町・平田村・古殿町・小野町・川内村・浪江町・葛尾村・飯舘村 |                  | 白河市（旧表郷村・旧大信村） 須賀川市（旧長沼町・旧岩瀬村） 二本松市（旧岩代町・旧東和町） 伊達市（旧梁川町・旧霊山町・旧月舘町） |
| 茨城県 （11/44）   | 稲敷市・桜川市・行方市・大子町・河内町・利根町 |                  | 常陸太田市（旧水府村・旧里美村） 潮来市（旧牛堀町） 常陸大宮市（旧御前山村・旧山方町・旧美和村・旧緒川村） かすみがうら市（旧霞ヶ浦町） 城里町（旧七会村・旧桂村） |
| 栃木県 （6/25）    | 那須烏山市・茂木町・塩谷町・那珂川町 |                  | 日光市（旧日光市・旧足尾町・旧栗山村・旧藤原町） 大田原市（旧湯津上村・旧黒羽町） |
| 群馬県 （13/35）   | 神流町・下仁田町・南牧村・中之条町・長野原町・高山村・東吾妻町・片品村・みなかみ町 |                  | 桐生市（旧桐生市・旧黒保根村） 沼田市（旧利根村） 渋川市（旧赤城村・旧小野上村・旧伊香保町） みどり市（旧東村・旧大間々町） |
| 埼玉県 （7/63）    | ときがわ町・皆野町・長瀞町・小鹿野町・東秩父村 |                  | 秩父市（旧吉田町・旧大滝村・旧荒川村） 神川町（旧神泉村） |
| 千葉県 （13/54）   | 勝浦市・南房総市・東庄町・九十九里町・長南町・大多喜町・鋸南町 |                  | 旭市（旧干潟町） 鴨川市（旧天津小湊町） 匝瑳市（旧野栄町） 香取市（旧佐原市・旧山田町・旧栗源町） 山武市（旧松尾町） いすみ市（旧夷隅町） |
| 東京都 （7/39）    | 檜原村・奥多摩町・大島町・新島村・三宅村・八丈町・青ケ島村 |                  | |
| 神奈川県 （1/33）  | 真鶴町 |                  | |
| 新潟県 （19/30）   | 加茂市・十日町市・村上市・糸魚川市・妙高市・佐渡市・魚沼市・阿賀町・出雲崎町・津南町・関川村・粟島浦村 |                  | 長岡市（旧栃尾市・旧和島村・旧寺泊町・旧山古志村・旧川口町・旧小国町） 三条市（旧下田村） 新発田市（旧加治川村） 五泉市（旧村松町） 上越市（旧安塚町・旧浦川原村・旧大島村・旧牧村・旧柿崎町・旧吉川町・旧中郷村・旧板倉町・旧清里村・旧三和村・旧名立町） 阿賀野市（旧笹神村） 胎内市（旧黒川村） |
| 富山県 （4/15）    | 氷見市・南砺市・朝日町 |                  | 砺波市（旧庄川町） |
| 石川県 （10/19）   | 七尾市・輪島市・珠洲市・羽咋市・宝達志水町・中能登町・穴水町・能登町 |                  | 加賀市（旧山中町） 志賀町（旧志賀町・旧富来町） |
| 福井県 （8/17）    | 大野市・勝山市・池田町・南越前町 |                  | あわら市（旧芦原町） 永平寺町（旧上志比村） 越前町（旧越前町） 若狭町（旧三方町） |
| 山梨県 （14/27）   | 上野原市・甲州市・市川三郷町・早川町・身延町・南部町・道志村・小菅村・丹波山村 |                  | 山梨市（旧牧丘町・旧三富村） 南アルプス市（旧芦安村） 北杜市（旧須玉町・旧白州町・旧武川村） 笛吹市（旧芦川村） 富士川町（旧鰍沢町） |
| 長野県 （40/77）   | 大町市・飯山市・小海町・北相木村・佐久穂町・立科町・長和町・中川村・阿南町・平谷村・根羽村・売木村・天龍村・泰阜村・大鹿村・上松町・南木曽町・木祖村・王滝村・大桑村・木曽町・麻績村・生坂村・筑北村・小谷村・山ノ内町・木島平村・野沢温泉村・信濃町・小川村・飯綱町・栄村 |                  | 上田市（旧武石村） 飯田市（旧上村・旧南信濃村） 伊那市（旧高遠町・旧長谷村） 中野市（旧豊田村） 塩尻市（旧楢川村） 佐久市（旧望月町） 安曇野市（旧明科町） 阿智村（旧清内路村・旧浪合村） |
| 岐阜県 （17/42）   | 飛騨市・郡上市・下呂市・関ケ原町・揖斐川町・七宗町・八百津町・白川町・東白川村・白川村 |                  | 高山市（旧清見村・旧荘川村・旧久々野町・旧朝日村・旧高根村・旧上宝村） 関市（旧洞戸村・旧板取村・旧武儀町・旧上之保村） 中津川市（旧山口村・旧坂下町・旧川上村・旧加子母村） 恵那市（旧山岡町・旧明智町・旧串原村・旧上矢作町） 山県市（旧美山町） 本巣市（旧根尾村） 海津市（旧平田町）           |
| 静岡県 （7/35）    | 下田市・伊豆市・河津町・南伊豆町・松崎町・西伊豆町・川根本町 |                  | |
| 愛知県 （4/54）    | 設楽町・東栄町・豊根村 |                  | 新城市（旧鳳来町・旧作手村） |
| 三重県 （10/29）   | 尾鷲市・鳥羽市・熊野市・志摩市・大台町・大紀町・南伊勢町・紀北町 |                  | 松阪市（旧飯南町・旧飯高町）・伊賀市（旧島ヶ原村・旧阿山町・旧大山田村・旧青山町） |
| 滋賀県 （4/19）    | 甲良町 |                  | 長浜市（旧虎姫町・旧木之本町・旧余呉町・旧西浅井町） 高島市（旧朽木村） 東近江市（旧永源寺町・旧愛東町） |
| 京都府 （12/26）   | 綾部市・宮津市・京丹後市・笠置町・和束町・南山城村・京丹波町・伊根町・与謝野町 | 南丹市           | 福知山市（旧三和町・旧夜久野町・旧大江町） 木津川市（旧加茂町） |
| 大阪府 （4/43）    | 豊能町・能勢町・岬町・千早赤阪村 |                  | |
| 兵庫県 （16/41）   | 洲本市・養父市・淡路市・宍粟市・多可町・市川町・神河町・佐用町・香美町・新温泉町 |                  | 豊岡市（旧城崎町・旧竹野町・旧但東町） 丹波篠山市（旧篠山町） 丹波市（旧青垣町・旧山南町） 南あわじ市（旧西淡町・旧南淡町） 朝来市（旧生野町・旧山東町・旧朝来町） たつの市（旧新宮町） |
| 奈良県 （19/39）   | 五條市・御所市・宇陀市・山添村・三宅町・曽爾村・御杖村・高取町・明日香村・吉野町・下市町・黒滝村・天川村・野迫川村・十津川村・下北山村・上北山村・川上村・東吉野村 |                  | |
| 和歌山県 （23/30） | 新宮市・紀美野町・かつらぎ町・九度山町・高野町・湯浅町・広川町・美浜町・由良町・印南町・日高川町・すさみ町・那智勝浦町・太地町・古座川町・北山村・串本町 | 田辺市・有田川町 | 海南市（旧下津町） 紀の川市（旧粉河町・旧那賀町・旧桃山町） みなべ町（旧南部川村） 白浜町（旧日置川町） |
| 鳥取県 （15/19）   | 岩美町・若桜町・智頭町・八頭町・三朝町・琴浦町・大山町・日南町・日野町・江府町 |                  | 鳥取市（旧河原町・旧用瀬町・旧佐治村・旧青谷町・旧福部村） 倉吉市（旧関金町） 湯梨浜町（旧泊村・旧東郷町） 北栄町（旧大栄町） 伯耆町（旧溝口町） |
| 島根県 （19/19）   | 益田市・大田市・安来市・江津市・雲南市・奥出雲町・飯南町・川本町・美郷町・邑南町・津和野町・吉賀町・海士町・西ノ島町・知夫村・隠岐の島町 | 浜田市           | 松江市（旧鹿島町・旧島根町・旧美保関町） 出雲市（旧佐田町・旧多伎町） |
| 岡山県 （19/27）   | 高梁市・新見市・備前市・真庭市・美作市・和気町・矢掛町・新庄村・鏡野町・奈義町・西粟倉村・久米南町・美咲町・吉備中央町 | 井原市           | 津山市（旧加茂町・旧阿波村・旧久米町・旧勝北町） 瀬戸内市（旧牛窓町） 赤磐市（旧赤坂町・旧吉井町） 浅口市（旧寄島町） |
| 広島県 （14/23）   | 府中市・三次市・庄原市・安芸高田市・江田島市・安芸太田町・北広島町・大崎上島町・世羅町・神石高原町 |                  | 呉市（旧音戸町・旧倉橋町・旧下蒲刈町・旧蒲刈町・旧川尻町・旧豊浜町・旧豊町・旧安浦町） 三原市（旧大和町・旧久井町） 尾道市（旧因島市・旧瀬戸田町・旧御調町・旧向島町） 廿日市市（旧吉和村・旧宮島町・旧佐伯町）                                                                                    |
| 山口県 （10/19）   | 萩市・長門市・美祢市・周防大島町・上関町・阿武町 |                  | 下関市（旧豊田町・旧豊北町・旧豊浦町） 山口市（旧徳地町・旧秋穂町・旧阿東町） 岩国市（旧本郷村・旧錦町・旧美川町・旧美和町・旧周東町） 柳井市（旧大畠町・旧柳井市） |
| 徳島県 （13/24）   | 美馬市・三好市・勝浦町・上勝町・佐那河内村・神山町・那賀町・牟岐町・美波町・海陽町・つるぎ町 |                  | 吉野川市（旧美郷村・旧山川町） 阿波市（旧市場町） |
| 香川県 （10/17）   | 東かがわ市・土庄町・小豆島町・直島町・琴平町・まんのう町 |                  | 観音寺市（旧豊浜町） さぬき市（旧津田町・旧大川町） 三豊市（旧詫間町・旧仁尾町・旧財田町） 綾川町（旧綾上町） |
| 愛媛県 （14/20）   | 宇和島市・八幡浜市・大洲市・西予市・上島町・久万高原町・内子町・松野町・鬼北町・愛南町 | 伊予市           | 今治市（旧菊間町・旧吉海町・旧宮窪町・旧伯方町・旧上浦町・旧大三島町・旧関前村） 砥部町（旧広田村） 伊方町（旧伊方町・旧瀬戸町・旧三崎町） |
| 高知県 （29/34）   | 室戸市・安芸市・須崎市・宿毛市・土佐清水市・香美市・東洋町・奈半利町・田野町・安田町・北川村・馬路村・本山町・大豊町・土佐町・大川村・いの町・仁淀川町・中土佐町・越知町・檮原町・津野町・四万十町・大月町・三原村・黒潮町 |                  | 高知市（旧鏡村・旧土佐山村） 四万十市（旧西土佐村） 香南市（旧赤岡町・旧夜須町・旧吉川村） |
| 福岡県 （23/60）   | 田川市・八女市・嘉麻市・みやま市・芦屋町・小竹町・鞍手町・東峰村・香春町・添田町・糸田町・川崎町・大任町・赤村・福智町・みやこ町・上毛町・築上町 |                  | 飯塚市（旧筑穂町・旧頴田町） 柳川市（旧大和町・旧柳川市） 宗像市（旧大島村） うきは市（旧浮羽町） 朝倉市（旧杷木町・旧朝倉町） |
| 佐賀県 （11/20）   | 多久市・大町町・江北町・白石町・太良町 |                  | 佐賀市（旧富士町・旧三瀬村） 唐津市（旧七山村・旧厳木町・旧相知町・旧肥前町・旧鎮西町・旧呼子町） 武雄市（旧北方町） 小城市（旧芦刈町） 神埼市（旧脊振村） 有田町（旧有田町） |
| 長崎県 （15/21）   | 島原市・平戸市・松浦市・対馬市・壱岐市・五島市・西海市・雲仙市・南島原市・東彼杵町・小値賀町・新上五島町 |                  | 長崎市（旧香焼町・旧伊王島町・旧高島町・旧野母崎町・旧外海町・旧三和町） 佐世保市（旧宇久町・旧江迎町・旧鹿町町・旧小佐々町・旧吉井町・旧世知原町） 諫早市（旧小長井町） |
| 熊本県 （32/45）   | 人吉市・水俣市・上天草市・阿蘇市・天草市・美里町・南関町・和水町・南小国町・小国町・産山村・高森町・南阿蘇村・甲佐町・山都町・芦北町・津奈木町・多良木町・湯前町・水上村・相良村・五木村・山江村・球磨村・あさぎり町・苓北町 | 山鹿市           | 八代市（旧坂本村・旧東陽村・旧泉村・旧鏡町） 玉名市（旧天水町） 菊池市（旧旭志村） 宇城市（旧三角町・旧豊野町） 氷川町（旧竜北町） |
| 大分県 （15/18）   | 日田市・佐伯市・臼杵市・津久見市・竹田市・豊後高田市・豊後大野市・国東市・姫島村・九重町・玖珠町 | 杵築市・宇佐市   | 中津市（旧三光村・旧本耶馬渓町・旧耶馬溪町・旧山国町） 由布市（旧庄内町） |
| 宮崎県 （16/26）   | 日南市・串間市・えびの市・高原町・西米良村・都農町・諸塚村・椎葉村・美郷町・高千穂町・日之影町・五ヶ瀬町 |                  | 都城市（旧高城町・旧高崎町・旧山之口町・旧山田町） 延岡市（旧北方町・旧北川町・旧北浦町） 小林市（旧野尻町・旧須木村） 日向市（旧東郷町） |
| 鹿児島県 （42/43） | 枕崎市・阿久根市・指宿市・西之表市・垂水市・曽於市・いちき串木野市・南さつま市・志布志市・奄美市・南九州市・伊佐市・三島村・十島村・さつま町・長島町・湧水町・大崎町・東串良町・錦江町・南大隅町・肝付町・中種子町・南種子町・屋久島町・大和村・宇検村・瀬戸内町・龍郷町・喜界町・徳之島町・天城町・伊仙町・和泊町・知名町・与論町 |                  | 鹿屋市（旧輝北町・旧吾平町） 出水市（旧野田町） 薩摩川内市（旧樋脇町・旧入来町・旧東郷町・旧祁答院町・旧里村・旧上甑村・旧下甑村・旧鹿島村） 日置市（旧東市来町・旧日吉町・旧吹上町） 霧島市（旧横川町・旧牧園町・旧霧島町・旧福山町） 姶良市（旧蒲生町）                                          |
| 沖縄県 （17/41）   | 国頭村・大宜味村・東村・本部町・伊江村・渡嘉敷村・座間味村・粟国村・渡名喜村・南大東村・伊平屋村・伊是名村・久米島町・多良間村・与那国町 | 宮古島市         | 南城市（旧知念村） |

### 指定解除団体
2021年の新法の施行に伴い、過疎地域の要件を満たす区域がなくなる市町村（2022年に再び過疎地域となった市町村を除く）。
| 都道府県 | 全部指定         | 一部指定                                                                                              |
| -------- | ---------------- | --- |
| 北海道   | 京極町           | 函館市（旧函館市）                                                                                    |
| 青森県   | 東通村           | 八戸市（旧南郷村）                                                                                    |
| 秋田県   |                  | 秋田市（旧河辺町）                                                                                    |
| 福島県   | 湯川村           | |
| 群馬県   | 上野村・嬬恋村   | 高崎市（旧倉渕村） 藤岡市（旧鬼石町）                                                                 |
| 新潟県   |                  | 柏崎市（旧高柳町・旧西山町）                                                                          |
| 富山県   |                  | 富山市（旧山田村・旧細入村）                                                                          |
| 石川県   |                  | 白山市（旧吉野谷村・旧鳥越村・旧白峰村）                                                              |
| 福井県   |                  | 福井市（旧美山町・旧越廼村） おおい町（旧名田庄村）                                                   |
| 山梨県   |                  | 甲府市（旧上九一色村） 富士河口湖町（旧上九一色村）                                                   |
| 長野県   | 南相木村         | 長野市（旧大岡村・旧戸隠村・旧鬼無里村・旧信州新町・旧中条村） 松本市（旧四賀村・旧奈川村・旧安曇村） |
| 静岡県   |                  | 浜松市（旧春野町・旧龍山村・旧佐久間町・旧水窪町） 沼津市（旧戸田村） 島田市（旧川根町）              |
| 愛知県   |                  | 豊田市（旧小原村・旧足助町・旧旭町・旧稲武町）                                                        |
| 三重県   |                  | 津市（旧美杉村）                                                                                      |
| 京都府   |                  | 京都市（旧京北町）                                                                                    |
| 岡山県   |                  | 岡山市（旧建部町）                                                                                    |
| 広島県   |                  | 福山市（旧内海町） 東広島市（旧福富町・旧豊栄町・旧河内町）                                           |
| 山口県   |                  | 宇部市（旧楠町） 周南市（旧鹿野町）                                                                   |
| 徳島県   |                  | 東みよし町（旧三好町）                                                                                |
| 香川県   |                  | 高松市（旧塩江町）                                                                                    |
| 愛媛県   |                  | 松山市（旧中島町） 新居浜市（旧別子山村） 四国中央市（旧新宮村）                                      |
| 福岡県   | 大牟田市         | |
| 大分県   |                  | 大分市（旧野津原町・旧佐賀関町）                                                                      |
| 宮崎県   | 木城町           | |
| 鹿児島県 |                  | 鹿児島市（旧桜島町）                                                                                  |
| 沖縄県   | 北大東村・竹富町 | |

## 過疎地域の問題に関する取組み
一般的に過疎対策のための連盟組織の設立や行政による民間の過疎対策等の表彰が挙げられる。
2022年現在、過疎地域市町村や特定市町村や過疎に関係する都道府県が会員となる一般社団法人全国過疎地域連盟が活動しており、当該連盟は1970年5月に設立され、過疎法の制定と過疎問題に対応する特措法制定等に伴い、以下のように名称変更を行っている。
- 1970年 過疎地域対策緊急措置法により全国過疎地域対策促進連盟
- 1980年 過疎地域振興特別措置法により全国過疎地域振興連盟
- 1990年 過疎地域活性化特別措置法により全国過疎地域活性化連盟、
- 2000年 過疎地域自立促進特別措置法により全国過疎地域自立促進連盟
- 2021年 過疎地域の持続的発展の支援に関する特別措置法により全国過疎地域連盟
- 2022年 一般社団法人全国過疎地域連盟

例えば、2022年現在の和歌山県町村会においては、全国過疎地域連盟和歌山県支部の支部長を和歌山県知事が務め、副支部長を有田川町の町長と和歌山県議会理事長が務めるという組織構造となっており、全国過疎地域連盟和歌山県支部は、会員間の連絡・連携を行うとともに一般社団法人全国過疎地域連盟・関係諸団体と連携・協力して、過疎地域の生活の充実等を目的として、政府・国会に予算や施策に関連した要望を行うとしている。
連盟の活動内容は、過疎地域の持続的発展のための施策・予算に関連する運動、調査研究及び資料の収集・整備、機関誌の発刊、情報提供・情報交換・その他必要な事業からなる。
過疎地域における地域の持続的発展・風格の醸成・課題の解決策として創意工夫が図られている優良な取組み事例は、総務省の表彰制度と全国過疎地域連盟のその他必要な事業として表彰される。表彰制度は1990年から始まって2021年度を含んでそれ以前までに32回行われており、その表彰に至るまでに、都道府県からの推薦を受け、地域の持続的発展と活性化において先進的モデルケースであるか否か、地域の資源により地域の魅力を高めるか否か、地域の自主的取組みで、かつ地域住民の参加と連携が図られるか否か、相当期間の活動によって取組みの効果が定着したか否かという審査基準で表彰委員が書類審査を行い、表彰委員が現地調査を行ったうえで、表彰委員会において優良事例が決定されるという流れを辿って、総務大臣賞と全国過疎地域連盟会長賞がそれぞれ授与される。